# Bislett
Bislett is een Nederlands schaatsmagazine met journalistieke achtergronden over de schaatssport. Het blad wil een tegengeluid tegen het geharrewar over nieuwe schaatsbanen, premies, bezuinigingen en het vermeende overaanbod van schaatsen op televisie. Het appelleert aan historie (het Bislettstadion) en tegelijk het fundament waarop het voortborduurt in het nu.
Naast het blad werkt Bislett in samenwerking met auteurs van het wielerblad De Muur. Medewerkers zijn Erik Dijkstra, Wilfried de Jong, Frank Snoeks, Wiep Idzenga, Mart Smeets, Wybren de Boer, Marnix Koolhaas (schaatshistoricus), Gay Talese, Tim Overdiek, Lisette van der Geest (Algemeen Dagblad), Johan Stobbe (Leeuwarder Courant), Bert Wagendorp en Nando Boers.